# Psihoonkologija
Psihoonkologija je posebna disciplina u medicini koja se bavi proučavanjem psihičkih reakcija i psihoterapijskim intervencijama kod onkoloških bolesnika nakon pojave maligne bolesti. Ova relativno nova znanstvena disciplina, povezujući psihijatriju i onkologiju, kombinira proučavanje bioloških i psiholoških faktora povezanih s pojavom i liječenjem raka. Razlozi koji su utjecali na razvoj i povećanje interesa za ovu disciplinu bila su brojna istraživanja fokusirana na identificiranje moguće veze između psiholoških faktora i etiologije, ili napredovanja raka tj. proučavanjem psiholoških faktora koji mogu utjecati na morbiditet i mortalitet razboljevanja od raka.

## Ciljevi
Od davnina je poznata, a mnogo stoljeća kasnije i znanstveno dokazana, činjenica da su tijelo i mozak povezani i "da se ne može liječiti tijelo ako se ne liječi duša" (Sokrat, 470.-399. pr. Kr.).
Oboljeli od malignih bolesti pokazuju visok stupanj psihičkih smetnji (tjeskoba, depresivnost, panične smetnje, ustrašenost, fobije) u trenutku pre i u trenutku dijagnostikovanja kao i tijekom liječenja. U takvim uvjetima opažena je relativno visoka incidencija psihičkih poremećaja u ovih bolesnika , o čemu svjedoče brojne studije psihosocijalnih intervencija na psihološki distres i kvalitetu života povezanu sa zdravstvenim stanjem (HRQOL - engl. Health Related Quality of Life).
Polazeći od navedenog polje djelovanja psihoonkologije su emocionalne reakcije, disfunkcionalnost misli i ponašanja bolesnika, članova medicinskog tima i njegove obitelji. Upravo kod onkološkog bolesnika psihička i somatska dimenzija pokazuje najtješnju povezanost u kliničkoj praksi komplementarnih razina. 
Pristup psihoonkologije je multidisciplinaran, jer uključujući različite aspekte maligne bolesti, i tako povezuje druge specijalnosti i profesije. Kvaliteta života povezana sa zdravstvenim stanjem (HRQOL) od velike je važnost za poboljšanje kliničkih ishoda onkoloških bolesnika.

## Najčešći psihijatrijski poremećaji kod onkoloških bolesnika
Brojna istraživanja kao i dosadašnja iskustva iz kliničke prakse ukazuju da otprilike 30% do 50% onkoloških bolesnika, pored maligne bolesti, pate i od raznih psihijatrijsko-psiholoških poremećaje koji zahtijevaju pravovremenu i adekvatnu dijagnostiku i terapiju. Na to kod onkoloških bolesnika utječu brojni predisponirajući čimbenici odgovorni za razvoj psihijatrijskih poremećaje, kao što su: razni organski faktori, priroda bolesti, utjecaji liječenja, smanjen fertilitet, prethodni stres i psihijatrijski poremećaji, narušena komunikacija s obitelji itd.
Najznačajniji psihijatrijsko-psihološki problemi koji su diganostikovani kod onkoloških bolesnika su:
- Depresivni poremećaji,
- Poremećaji prilagodbe
- Posttraumatski stresni poremećaj (PTSP)
- Anksiozni poremećaji. Anksioznost, nešto manje depresivnost, ovisno o intenzitetu, zastupljeni su kod svih pacijenata što ukazuje na potrebu

svakog pacijenta za suportivnom terapijom. Smanjenje ovih smetnji djeluje na poboljšanje stanja onkološkog pacijenta, a time i na kvalitetu života u cjelini.
- Seksualne disfunkcije (impotencija, gubitak želje, anorgazmija, doživljaj neprivlačnosti),
- Delirij i drugi kognitivni poremećaji,
- Suicidalne ideje, kao posljedice nedostatka obiteljske i socijalne potpore,
- Poremećaji ličnosti koji uzrokuju probleme u stanjima ekstremnog stresa zbog nesposobnosti donošenja odluka, žalosti, umanjenog kvalitete života, duhovna i religijska pitanja...[12]

## Neki od prediktora lošeg suočavanja s malignom bolešću[13]
| - Loš socijalno-ekonomski status - Socijalna izolacija - Ranije psihijatrijske bolesti u anamnezi - Zlouporaba alkohola ili droge - Nedavni gubici (žalost) - Ranije stečena iskustva s malignom bolešću (npr smrt u obitelji) - Pesimistički način života-razmišljanja - Neelastičnost i rigidan način "obrane" - Mnogobrojne obveze - Nedostatak vjere u životne vrijednosti |

## Vanjske poveznice
- Psihoonkologija i podrška pacijentima obolelim od malignih bolesti - reč psihološkinje  Arhivirana inačica izvorne stranice od 22. kolovoza 2016. (Wayback Machine)